# Вехер-де-ла-Фронтера
Вехер-де-ла-Фронтера (ісп. Vejer de la Frontera) — муніципалітет в Іспанії, у складі автономної спільноти Андалусія, у провінції Кадіс. Населення — 12 876 осіб (2010).
Муніципалітет розташований на відстані близько 500 км на південний захід від Мадрида, 43 км на південний схід від Кадіса.
На території муніципалітету розташовані такі населені пункти: (дані про населення за 2010 рік)
- Ла-Барка: 157 осіб
- Кантарранас: 241 особа
- Ель-Каньяль: 341 особа
- Лас-Ломас: 57 осіб
- Монтекоте: 35 осіб
- Ла-Муела: 721 особа
- Лос-Наверос: 290 осіб
- Ла-Оліва: 66 осіб
- Ель-Пальмар: 895 осіб
- Лос-Парралехос: 68 осіб
- Санта-Лусія: 162 особи
- Вехер-де-ла-Фронтера: 9286 осіб
- Каньяда-Анча: 59 осіб
- Нахара: 50 осіб
- Патрія: 289 осіб
- Лібрерос: 159 осіб

## Демографія
Динаміка населення (INE ):

## Галерея зображень

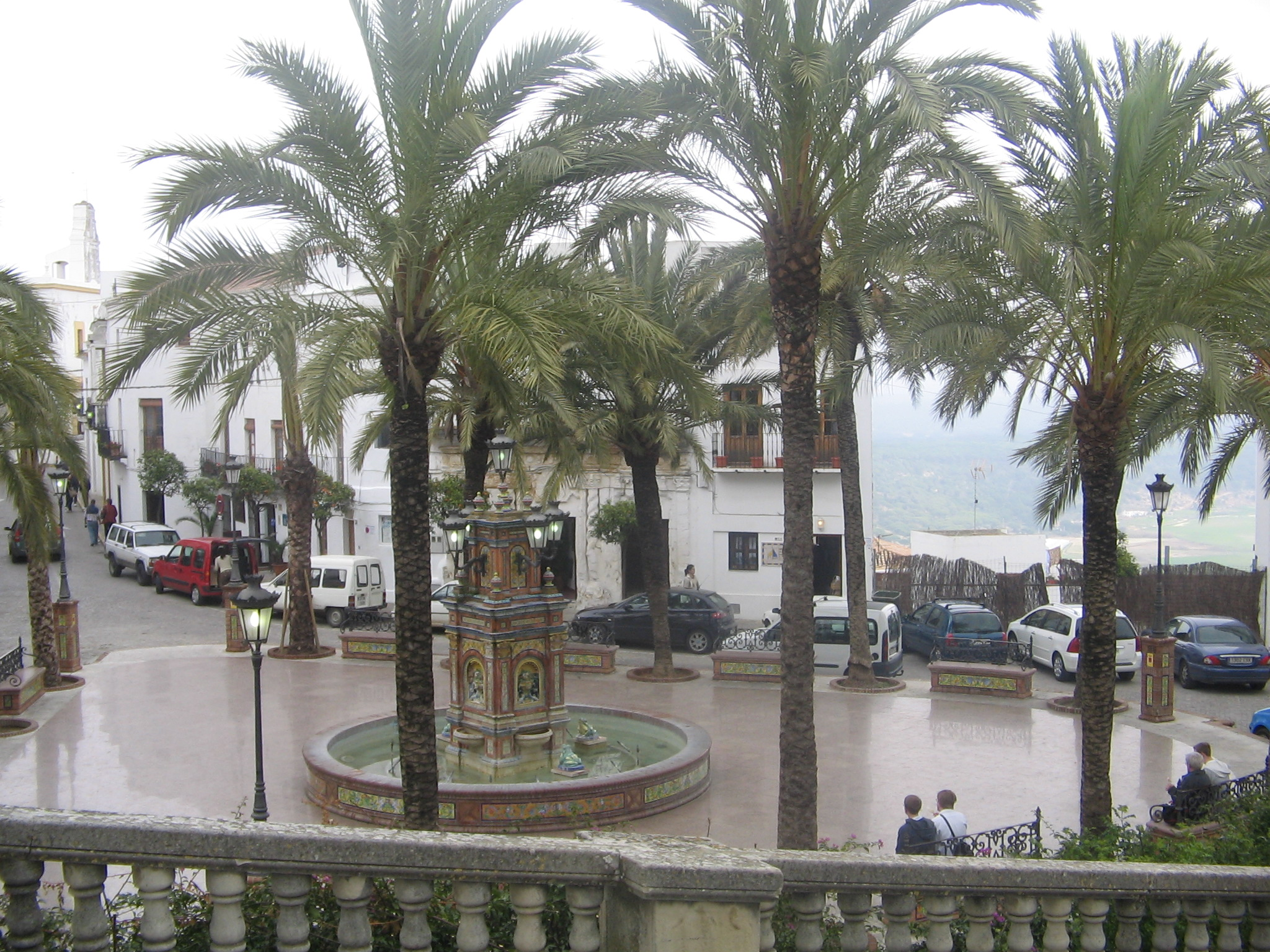
Пласа-де-Еспанья, Вехер-де-ла-Фронтера
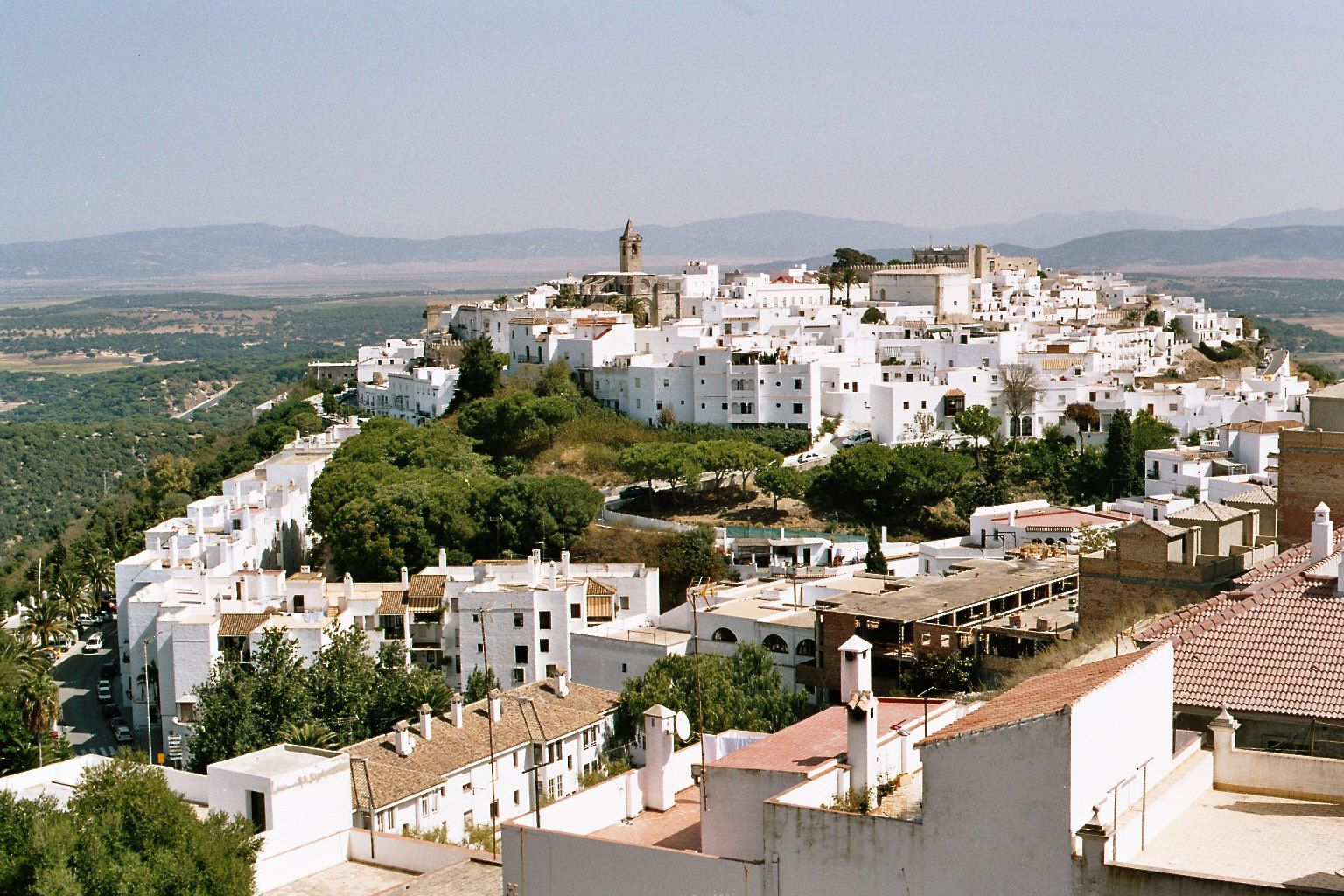
Вехер-де-ла-Фронтера
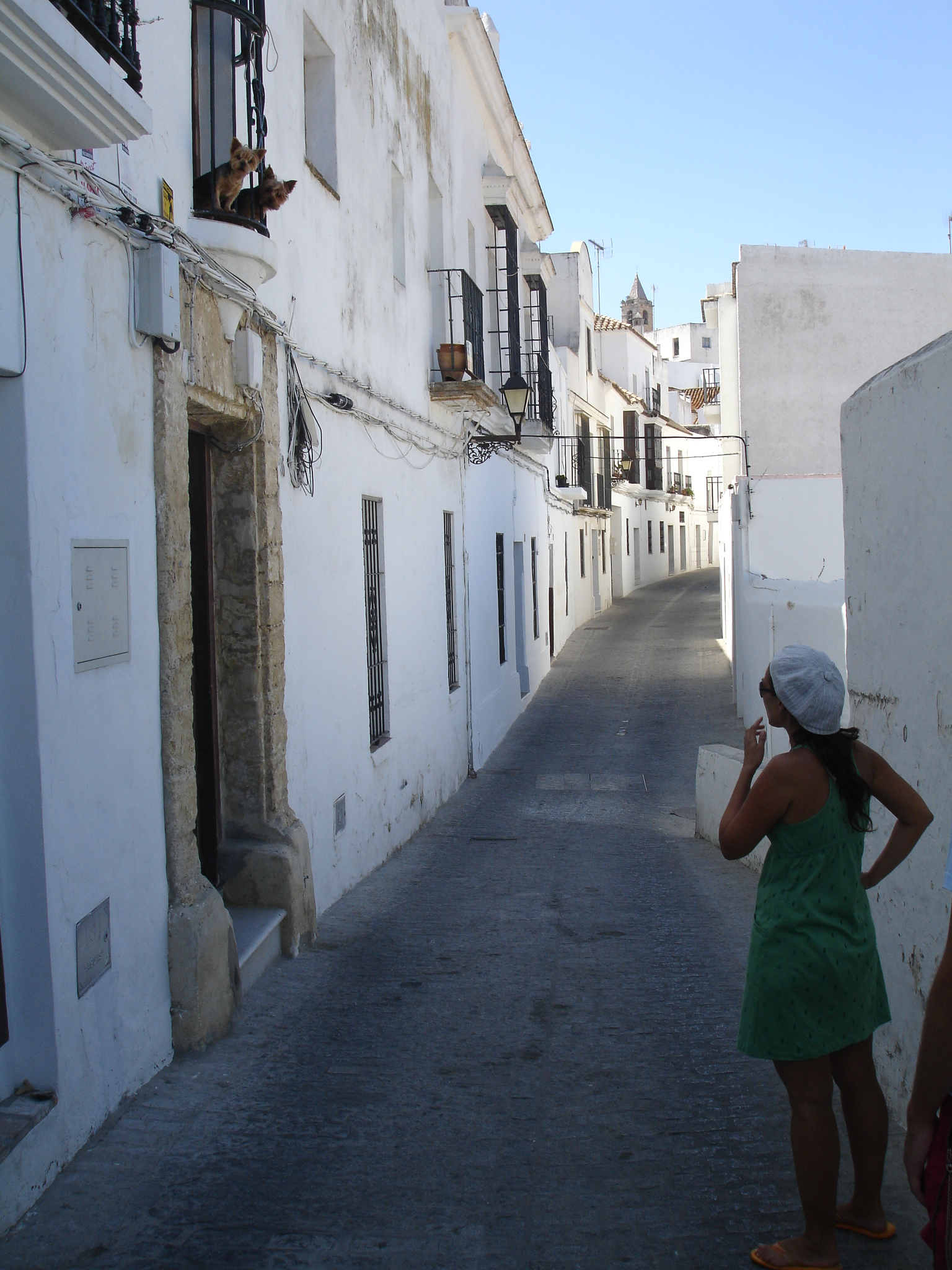
Типова вузька вулиця